# Constantinos Samaras
Constantinos Samaras (en griego: Κωνσταντίνος Σαμάρας) (Nicosia, Chipre, 18 de mayo de 1984) es un futbolista chipriota. Juega de defensa y su equipo actual es el Anorthosis Famagusta.

## Biografía
Constantinos Samaras, que actúa como lateral izquierdo, empezó su carrera futbolística en las categorías inferiores del Anorthosis. El 24 de agosto de 2005 debuta con la primera plantilla del club.
En 2007 conquista una Copa de Chipre. Al final de esa temporada el club decidió prescindir de sus servicios. De esta forma Samaras se encontró sin equipo, aunque seis meses después el Anorthosis Famagusta volvió a contratarle.
Al año siguiente se proclama campeón de Liga. Ese mismo verano el equipo se clasifica para la fase final de la Liga de Campeones de la UEFA, siendo el primer equipo chipriota en conseguirlo.

## Selección nacional
Todavía no ha debutado con la Selección absoluta, aunque si ha jugado en varias ocasiones con las categorías inferiores (sub-21).

## Clubes
| Club                 | País   | Año       |
| -------------------- | ------ | --------- |
| Anorthosis Famagusta | Chipre | 2003-2009 |

## Títulos
- 1 Ligas de Chipre (Anorthosis Famagusta, 2008)
- 1 Copa de Chipre (Anorthosis Famagusta, 2007)
- 1 Supercopa de Chipre (Anorthosis Famagusta, 2007)